# Trenta tiranni
Trenta tiranni è il nome dato dagli storici moderni ad un regime oligarchico instaurato ad Atene nel 404 a.C. dopo la sconfitta contro Sparta nella guerra del Peloponneso. Gli storici antichi si riferiscono ai tiranni semplicemente come «i Trenta» (in greco antico: οἱ τριάκοντα?, hòi triàkonta).
Il regime durò solo otto mesi: fu rovesciato dal ritorno degli esuli democratici, guidati da Trasibulo, col successivo supporto del re di Sparta Pausania.

## L'insediamento dei Trenta
Dopo la resa di Atene, che pose fine alla guerra del Peloponneso (aprile 404 a.C.), gli Spartani imposero ai vinti, attraverso la mediazione del politico ateniese Teramene, delle condizioni molto dure di resa: abbattimento delle Lunghe Mura, riduzione drastica della flotta, amnistia per gli ateniesi in esilio, che avrebbero potuto quindi tornare in città, e subordinazione della città agli Spartani per ogni decisione riguardante la politica estera. Inoltre, Atene dovette adottare la «costituzione dei patri», un esplicito richiamo all'oligarchia; questo dettaglio, però, è riportato solo da Aristotele, Diodoro Siculo, Giustino e Plutarco, che secondo lo storico Luciano Canfora attingono tutti da Teopompo, mentre Senofonte non ne fa cenno.
Gli esuli della fazione oligarchica, infatti, appoggiati da Lisandro, l'ammiraglio spartano autore della vittoria decisiva nella battaglia di Egospotami, approfittando dello stato di prostrazione economica in cui versava la città per la perdita dell'impero marittimo, dell'Eubea e del bestiame che vi era stato trasportato, per le fughe di schiavi, il decremento demografico, i saccheggi e la devastazione dei demi che erano avvenute durante la guerra, instaurarono un governo di matrice oligarchica guidato da trenta politici, i Trenta tiranni.
Secondo Lisia, dieci dei trenta tiranni furono scelti dai cittadini fautori dell'oligarchia tornati dall'esilio, dieci da Teramene, che incluse se stesso nel gruppo, e dieci tra i presenti; ossìa, secondo Canfora, tra i presenti furono presi uomini di fiducia dell'una e dell'altra parte, in modo tale, però, che il gruppo degli oligarchi risultò prevalente, probabilmente grazie all'appoggio di Lisandro.

### Lista dei Trenta
La lista dei tiranni è riportata da Senofonte. Di molti di essi si conosce solo il nome, ma Luciano Canfora ipotizza che tutti loro avessero fatto parte anche della Boulé dei Quattrocento (la certezza, però, non c'è, visto che la lista dei Quattrocento è incompleta). La lista fu pubblicata nel cosiddetto «decreto di Dracontide», promulgato quando era arconte Pitodoro (in carica dal giugno 404 al giugno 403); su questo punto, quindi, Senofonte sbaglia nel dire che i Trenta furono instaurati «subito dopo l'abbattimento delle mura», avvenuto in aprile, mentre il decreto risale certamente ad almeno due mesi dopo.
1. Anezio
2. Aresia
3. Aristotele (politico ateniese, solo omonimo del famoso filosofo)
4. Cherelao
5. Caricle
6. Cremo
7. Cleomede
8. Crizia
9. Diocle
10. Dracontide
11. Erasistrato
12. Eratostene (omonimo del matematico)
13. Eschine, della tribù di Kekropis (omonimo del famoso oratore)
14. Euclide (omonimo del matematico)
15. Eumate
16. Fedria
17. Fidone
18. Ierone
19. Ippoloco
20. Ippomaco
21. Melobio
22. Mnesilico
23. Mnestide
24. Onomacle
25. Pisone
26. Policare
27. Sofocle (oratore ateniese, solo omonimo del drammaturgo)
28. Teogine
29. Teognide
30. Teramene

## I primi mesi e l'uccisione di Teramene
I primi atti dei Trenta furono la nomina del consiglio, degli arconti e dei tesorieri e la condanna dei sicofanti, misure che furono in genere apprezzate dai cittadini, come testimonia Lisia nell'orazione Contro Eratostene.
Successivamente, i nuovi magistrati abrogarono le leggi di Efialte e in generale tutte le leggi dubbie che davano spazio di interpretazione ai tribunali, per evitare gli abusi di potere che erano avvenuti negli anni precedenti da parte dei giudici popolari.
I Trenta vennero però presto in contrasto tra loro: Crizia, il capo del gruppo, allievo di Socrate e zio di Platone, intraprese una politica brutale di repressione degli avversari politici, nell'intento di instaurare un regime oligarchico a tutti gli effetti, mentre Teramene cercava di guadagnarsi il favore dei cittadini moderati cercando di conciliare le tradizioni democratiche con una forma di governo che includesse nel potere decisionale solo i cittadini ateniesi che avessero almeno il grado militare di oplita.
Crizia prevenne Teramene scegliendo tremila ateniesi che furono associati al governo e fece confiscare le armi di tutti gli Ateniesi che non facevano parte di questa lista. Inoltre Crizia, temendo che il regime fosse rovesciato, chiese e ottenne da Lisandro che gli oligarchi fossero protetti da una guarnigione spartana, guidata da Callibio.
Successivamente, i Trenta misero a morte diversi cittadini, tra i quali Leone di Salamina, che avevano l'unica colpa di essere stati popolari durante il periodo democratico e decisero infine di arrestare e far uccidere altrettanti meteci, scelti tra i più facoltosi, al solo scopo di confiscare loro i beni. Teramene si oppose e Crizia lo eliminò costringendolo al suicidio.

## La guerra civile

### Prime vittorie dei ribelli
Dopo la morte di Teramene, la pressione del regime si fece sempre più aspra e sanguinaria verso i suoi oppositori e in generale sugli Ateniesi che non facevano parte della lista dei Tremila, provocando una vera e propria diaspora dei cittadini verso Tebe e Megara.
Proprio da Tebe, Trasibulo, ex-stratego e trierarca della guerra del Peloponneso e collega di Teramene nelle battaglie di Cizico e delle Arginuse, reclutò un gruppo di circa settanta esuli e nell'inverno 404/403 a.C. compì una sortita a File, dove tenne a bada la guarnigione spartana, nonostante la grande inferiorità numerica, anche grazie a un'improvvisa nevicata.
Nel 403 a.C. Trasibulo, alla testa di un migliaio di esuli, tra i quali l'araldo Cleocrito, occupò poi il Pireo e affrontò e vinse i Trenta e gli Spartani nella battaglia di Munichia, dove lo stesso Crizia trovò la morte.
Deposti il giorno dopo la battaglia dai Tremila, i superstiti dei Trenta, a eccezione di Eratostene e di Fidone, si ritirarono a Eleusi, mentre ad Atene furono eletti al loro posto dieci nuovi magistrati.

### Intervento di Pausania e pacificazione
Dopo altre scaramucce coi democratici, insediatisi nel Pireo, sia i Trenta da Eleusi sia i Dieci da Atene chiesero aiuti a Sparta contro i ribelli; intervenne per primo Lisandro, ma subito dopo il re di Sparta Pausania decise di intervenire personalmente per non accrescere ulteriormente il potere di Lisandro e, reclutato un esercito composto da Spartani e altri alleati peloponnesiaci, marciò su Atene, accompagnato anche da tre dei cinque Efori.
Il re si accampò nei pressi di Atene e, dopo aver vinto la battaglia del Pireo contro le truppe di Trasibulo che avrebbe voluto anche evitare, mediò tra le parti (settembre 403), ottenendo la fine della guerra civile e imponendo il ritorno di tutti gli Ateniesi alle loro case, a eccezione dei Dieci, che sarebbero andati a raggiungere i Trenta a Eleusi; dopodiché, Pausania tornò a Sparta.

## La Repubblica oligarchica di Eleusi
Con la pacificazione del 403 Eleusi fu dichiarata repubblica indipendente da Atene, come rifugio per tutti coloro che preferivano l'oligarchia alla democrazia.
Dopo due anni, però, sotto l'arcontato di Xeneneto (401–400 a.C.), ad Atene si sparse la voce che quelli di Eleusi arruolassero mercenari: i capi degli oligarchi furono chiamati a colloquio dagli Ateniesi e uccisi a tradimento. Così si concluse la guerra civile ateniese.
Eratostene, uno dei due magistrati che era invece rimasto ad Atene, fu successivamente tratto in tribunale da Lisia, che lo accusò dell'uccisione del fratello Polemarco.